# Флаттах
Флаттах (нім. Flattach) — місто в федеральній землі Каринтія, Австрія.
| Австрія | Це незавершена стаття з географії Австрії. Ви можете допомогти проєкту, виправивши або дописавши її. |